# دومينيك فينيسيوس
دومينيك فينيسيوس هو لاعب كرة قدم برازيلي في مركز الهجوم، ولد في 5 يناير 1995 في ساو باولو في البرازيل. لعب مع نادي فايله ونادي الذيد.

## وصلات خارجية
- دومينيك فينيسيوس على موقع قاعدة بيانات كرة القدم.إي يو (الإنجليزية)
- دومينيك فينيسيوس على موقع Soccerway.com (الإنجليزية)